# Cuerda floja

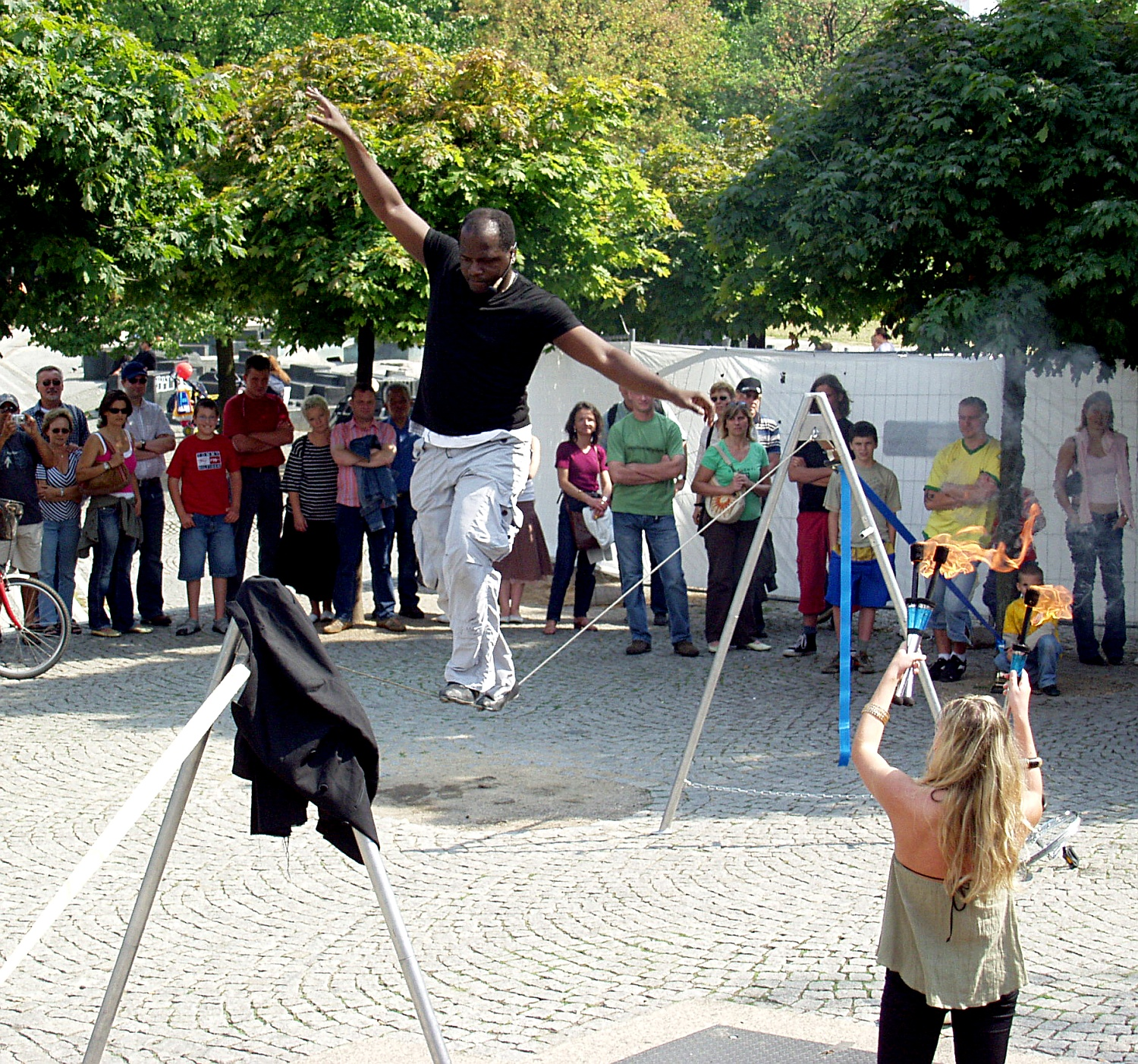
Sobre la cuerda floja.

La cuerda floja es una cuerda que, al contrario del cable tenso, está floja y comúnmente se le confunde con el cable o cuerda tensa. Se encuentra sujeta por los dos extremos, despegada del suelo y con una ligera curvatura por su des-tensión. La altura a la que se encuentre varía de acuerdo a la habilidad del ejecutante y de las posibilidades de seguridad del sitio. Generalmente descalza, la persona logra estabilidad sin ayuda de otros objetos. Se denomina funámbulo al acróbata que realiza ejercicios sobre la cuerda floja o el alambre.
Entre las dificultades que se practican sobre la cuerda figuran las siguientes:
- Caminar de espaldas
- Equilibrio en un solo pie
- Sentarse, acostarse, arrodillarse,etc en la cuerda
- Realizar juegos malabares sobre la cuerda

Algunas variantes del número sobre cuerda se realizan utilizando elementos mecánicos tales como bicicletas, monociclos e, incluso motocicletas. 

## Otros usos
Al referirse al término cuerda floja, se puede estar utilizando de forma metafórica, para hacer referencia que alguien corre peligro, ya sea en su salud o de perder su empleo por ejemplo.